# 2-deoxy-D-glukóza
2-deoxy-D-glukóza je organická sloučenina odvozená od glukózy náhradou hydroxylové skupiny na druhém uhlíku vodíkovým atomem; tato záměna způsobuje, že se zmíněná sloučenina neúčastní glykolýzy, z tohoto důvodu způsobuje kompetitivní inhibici glukóza-6-fosfátu z glukózy pomocí hexokinázy. Ve většině buněk tento enzym fosforyluje 2-deoxyglukózu za vzniku 2-deoxyglukóza-6-fosfátu a značkované formy 2-deoxyglukózy jsou tak dobrými ukazateli příjmu glukózy ve tkáních a heyokinázové aktivity. 2-deoxyglukóza značená tritiem nebo uhlíkem-14 je častým ligandem při laboratorních výzkumech na zvířatech, kdy se distribuce zjišťuje posuzováním vzorků tkání následovaným autoradiografií, někdy v kombinaci s elektronovou mikroskopií.
Zkoumáním ketogenní diety jako způsobu léčby epilepsie byla prozkoumán vliv glykolýzy na tuto nemoc. 2-deoxyglukóza byla navržena jako obdoba ketogenní diety a je slibným lékem na epilepsii. 2-DG funguje díky expresi BDNF, nervového růstového faktoru, proteinu ARC a FGF2. Některá možná využití jsou obtížná kvůli určité toxicitě 2-DG.
2-DG se využívá jako zobrazovací látka k fluorescenčnímu in vivo zobrazování. V pozitronové emisní tomografie (PET) se používá (18F)-fludeoxyglukóza, která je odvozena od 2-deoxy-D-glukózy nahrazením jednoho z vodíkových atomů na druhém uhlíku atomem fluoru-18, jenž vyzařuje pozitrony, které následně anihilací s elektrony vytvářejí fotony záření gama, což umožňuje zobrazit distribuci (18F)-fludeoxyglukózy pomocí gama kamer. Tento proces se často využívá společně s výpočetní tomografií, jenž bývá prováděna jinou částí stejného přístroje, za účelem lepší lokalizace rozdílů v příjmu glukózy v malých částech tkání.